# Techniczna Akademia Wojskowa

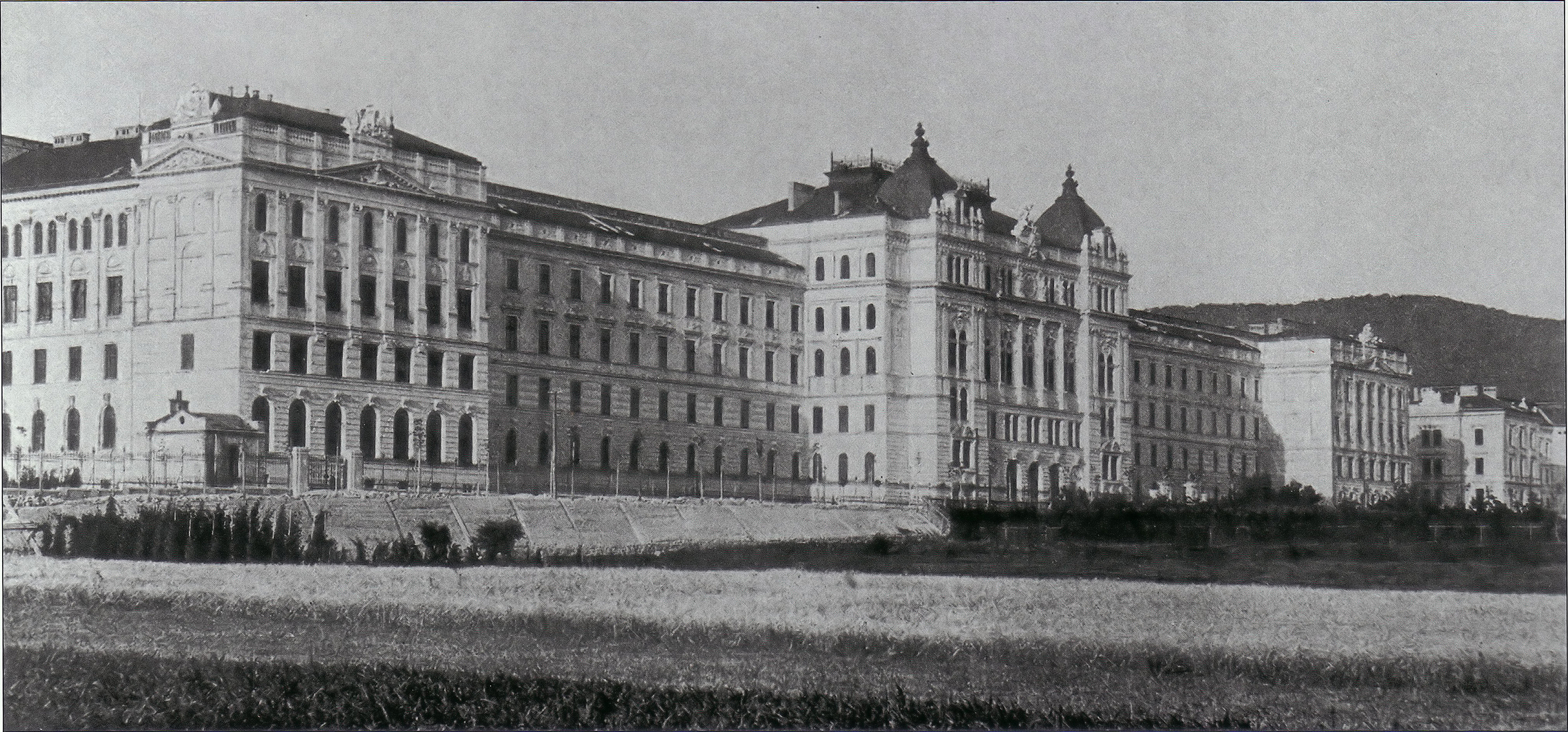
Siedziba akademii w Mödling

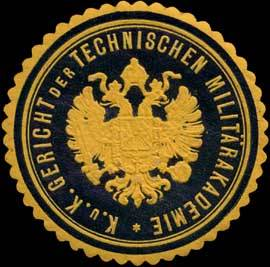
Pieczęć Sądu Technicznej Akademii Wojskowej

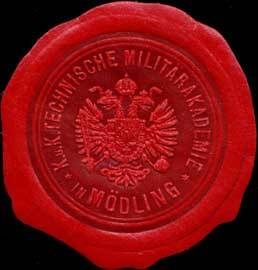
Odcisk pieczęci akademii

Cesarska i królewska Techniczna Akademia Wojskowa (niem. k.u.k. Technische Militärakademie) – akademia cesarskiej i królewskiej Armii. 
Siedzibą Akademii od 1904 był Mödling. W tej miejscowości znajdowały się oddziały dla wojsk komunikacyjnych, saperów i artylerii, natomiast oddział dla pionierów w Hainburgu. 
W latach 80. XIX wieku co dziesiąty słuchacz uczelni był Polakiem. Każdemu słuchaczowi przysługiwały raz w tygodniu bilety do Opery, Burgtheater lub bezpłatne wejściówki do parlamentu. W historii Akademii nie zdarzyły się nigdy sytuacje, w których wypomniano by słuchaczowi jego narodowość. Dotyczyło to w pierwszym rzędzie pielęgnujących swoją tożsamość Polaków i Węgrów, bowiem słuchacze innych narodowości zwykle "austriaczyli" się. Prymusi Akademii mieli prawo wyboru pułku i garnizonu, z czego skorzystał m.in. Tadeusz Rozwadowski.

## Komendanci uczelni
- FML Artur Horeczky (1904–1907)
- FML Georg von Dormus(inne języki) (1907–1911)
- FML Georg Hefelle (1911–1914)
- FML Karl Franz Joseph von Wessely (1914–1915)
- FML Oskar von Heimerich (1915–1918)

## Znani absolwenci uczelni
- mjr Karol Czarnecki
- płk Emanuel Homolacs (1894)
- gen. dyw. Tadeusz Kutrzeba (1906)
- gen. dyw. Stefan Majewski (1888)
- gen. bryg. Erwin Mehlem (1889)
- gen. dyw. Jan Romer (1890)
- gen. broni Tadeusz Rozwadowski (1886)
- gen. broni Stanisław Szeptycki (1888)
- tytularny FML Mieczysław Zaleski (1885)

## Literatura
- Gerhard Janaczek: Tüchtige Officirs und rechtschaffene Männer. Eine historische Bildreise zu den Militär-Erziehungsanstalten und Bildungsanstalten der k.(u.)k. Monarchie. Vitalis Verlag 2007. ISBN 978-3-89919-080-9
- Karl Glaubauf: Robert Bernardis-Österreichs Stauffenberg, Statzendorf 1994. Selbstverlag, ohne ISBN.
- Ders.: Robert Bernardis-Österreichs Stauffenberg, e-book des Austria-Forums; Graz 2010.